# 沈扬
沈扬（1917年—1964年） 原名庆曾。吉林延吉人。中國電影演員。

## 生平
1931年九一八事變后，沈扬流亡北平。1937年考入南京国立戏剧专科学校。在學校学习期间，实习演出《阿Q正传》（饰阿Q）、《求婚》（饰农村土财主）、《蜕变》（饰梁公祥）等剧，毕业公演中担任《以身作则》主角徐守清。1940年從學校毕业。先后在西北电影制片厂、陪都实验剧团（后改名中央青年剧社）、中华剧艺社、怒吼剧团担任演员，出演《北京人》、《边城故事》、《棠棣之花》、《风雪夜归人》、《牛郎织女》、《清宫外史》，《万世师表》等剧目。中國抗日战爭結束后，加入上海观众戏剧演出公司任演员，演出《大地回春》、《重庆廿四小时》等剧。1946年涉足银幕，先后在《万家灯火》、《幸福狂想曲》、《我这一辈子》、《哀樂中年》、《母亲》、《有一家人家》等影片中担任角色。
1949年，参加华东文工二团。翌年加入上海人民艺术剧院。先后参加演出《思想问题》、《在新事物面前》、《妇女代表》、《曙光照耀着莫斯科》、《新沂河蓝图》等剧。在《曙光照耀着莫斯科》中扮演的里约夫。1953年参加中国人民赴朝慰问团去朝鲜慰问演出。1954年眼睛病变，后又患癌症，双目逐渐失明。沈扬导演了喜剧《求婚》，参加演出《关汉卿》、《论烟草有害》和《第二个春天》等剧。1960年加入中国共产党。生前還擔任中国戏剧家协会上海分会理事。